# Haliclystus borealis
Haliclystus borealis is een neteldier uit de klasse Staurozoa. 
Het dier komt uit het geslacht Haliclystus en behoort tot de familie Lucernariidae. Haliclystus borealis werd in 1933 voor het eerst wetenschappelijk beschreven door Uchida.